# 85299 Neander
85299 Neander este un asteroid din centura principală de asteroizi.

## Descriere
85299 Neander este un asteroid din centura principală de asteroizi. A fost descoperit pe 5 octombrie 1994 la Tautenburg de Freimut Börngen. Asteroidul prezintă o orbită caracterizată de o semiaxă mare de 2,43 ua, o excentricitate de 0,20 și o înclinație de 2,0° în raport cu ecliptica.